# Mariano Ambrosio Escudero
Mariano Ambrosio Escudero (Azara, 17?? -1803), fue arcipreste de Ager entre 1782 y 1790. El 12 de noviembre de 1789 fue nombrado canciller de la Universidad de Cervera, cargo en el que se mantuvo hasta el año de su defunción en 1803.

## Biografía
Mariano Ambrosio Escudero fue arcipreste de Ager entre 1782 y 1790. Fue profesor de Instituto. El 12 de noviembre de 1789 fue nombrado canciller de la Universidad de Cervera y se mantuvo en el cargo hasta el año de su defunción, 1803.
La reforma del Colegio de los estudiantes pobres fue una iniciativa suya e incluyó la ampliación del edificio y la construcción de la capilla. También promovió un nuevo reglamento para dicho colegio. Murió el 10 de noviembre de 1803.

## Publicaciones
- Guasch Batlle, Ramón; Escudero, Mariano Ambrosio. Qvaestiones medicae tres, sorte datae coram ... D.D. Mariano Ambrosio Escvdero ... pro cathedra institvtionvm medicarvm antiqviori vacante per obitvm D.D. Francisci Ginesta, qvas lege praefixo decem diervm termino expositas enodatasque, Deo eiusque Immaculata Matre faventibus, defendet ab argumentis trium ex competitoribus in maiori acad. theatro die hor. mat. & die hor. vespert. mensis Martii anni 1794. Cervariae Lacetan: typis Academicis, 1794. Disponible en: Catálogo de las bibliotecas de la Universidad de Barcelona.
- Escudero, Mariano Ambrosio. "Con fecha de 6 de este mes me dice el señor don Juan Manuel Álvarez lo siguiente: ... he dado cuenta al Rey de lo que expuso el cirujano de cámara don Leonardo Gallí en papel de 6 de febrero de 1796 á cerca de los exâmenes y derechos que deberían preceder para conferir el grádo de bachiller en los colegios de cirujía ...". [Barcelona : s.n., 1798 o post.]. Disponible en: Catálogo Colectivo del Patrimonio bibliográfico de Cataluña